# 第二次圣伊尔德丰索协约

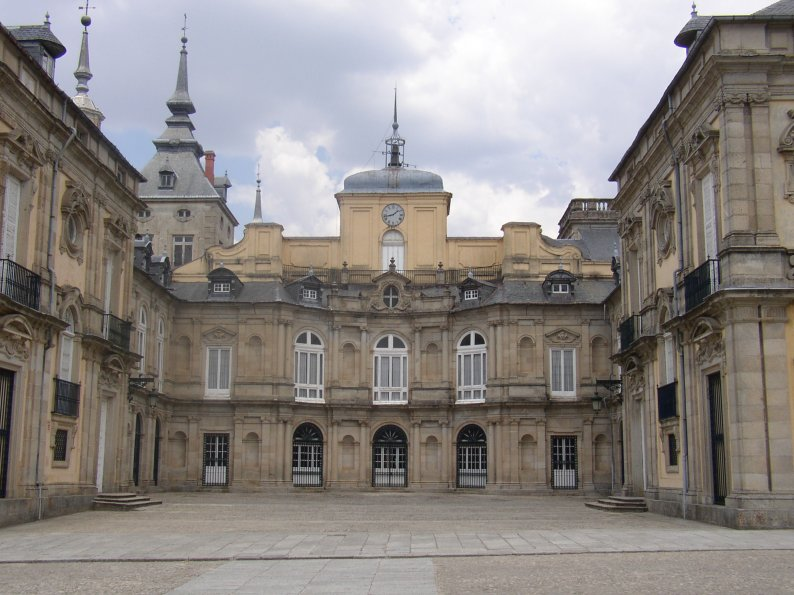
聖伊德方索宮

第二次圣伊尔德丰索协约（法语：Deuxième traité de San Ildefonso，西语：Segundo tratado de San Ildefonso）由西班牙和法兰西第一共和国在1796年8月19日签署。根据协约，法国与西班牙将成为盟友，并共同对抗影响西班牙美洲舰队和法国利益的大英帝国。
1796年8月19日，法国代表多米尼克·凯瑟林·德·佩里尼翁与西班牙代表曼努埃尔·戈多伊会于圣伊尔德丰索宫，协约由此得名。